# Thamniopsis langsdorffii
Thamniopsis langsdorffii là một loài rêu trong họ Pilotrichaceae. Loài này được (Hook.) W.R. Buck mô tả khoa học đầu tiên năm 1987.